# William Palmer (teologo 1803-1885)
William Patrick Palmer (Dublino, 14 febbraio 1803 – Londra, 1885) è stato un teologo e docente britannico, inizialmente esponente del Movimento di Oxford.

## Biografia
Palmer, figlio unico dell'ufficiale militare William, nacque a Dublino nel 1803. Si laureò nel 1824 al Trinity College della città natale, per poi spostarsi ad Oxford, dove divenne uno dei primi sostenitori del Movimento di Oxford, pubblicando nel 1842 l'opera Origines Liturgicæ, or Antiquities of the English Ritual and a Dissertation on Primitive Liturgies, ma fu presto surclassato da John Henry Newman and Edward Bouverie Pusey. Se inizialmente Palmer fu un sostenitore del Movimento, Palmer se ne distaccò progressivamente non appena l'opposizione a quest'ultimo crebbe, raffreddando la sua amicizia con Newman, che si ruppe in seguito alla pubblicazione da parte di Palmer Narrative of Events connected with the Publication of Tracts for the Times nel 1843.
Palmer fu nel 1846 indirizzato alla canonica di Whitchurch Canonicorum, nel Dorset, e tenne la prebenda di Highworth nella chiesa di Sarum dal 1849 al 1858. Egli rivendicò e assunse il titolo di baronetto in seguito alla morte del padre nel 1865. Morì a Londra nel 1885.

## Opere
Palmer fu l'autore delle Origines Liturgicæ e del Treatise on the Church of Christ (1838). L'ultima formulò la nozione chiamata la Branch Theory, nozione teologica che sostiene che la Chiesa esista, sebbene in uno dei suoi rami, purché la successione apostolica e la fede degli apostoli siano mantenute intatte. La Branch Theory entrò a far parte della dottrina anglicana. A detta di Ignaz von Dollinger e di William Ewart Gladstone, Palmer era il più esperto teologo anglicano della sua epoca.